# 日本軽種馬協会
公益社団法人日本軽種馬協会（にほんけいしゅばきょうかい、略称JBBA）は、
種牡馬の繋養やセリ市場の支援など軽種馬の生産にかかわる一連の業務を主な業務とする内閣府所管の公益社団法人である。以前の監督官庁は農林水産省生産局競馬監督課。略称の「JBBA」は、英文表記の「The Japan Bloodhorse Breeders’Association」の頭文字をとったもの。

## 概要
前身は戦前の日本サラブレッド協会。日本競走馬生産者協会、社団法人サラブレッド協会、軽種馬生産農業協同組合を経て今に至る。
2021年3月25日現在の会長は元衆議院議長の河野洋平、副会長に日高軽種馬農業協同組合組合長の木村貢、青森県軽種馬生産農業協同組合組合長の山内正孝、元JRA理事の益満宏行。そのほか理事には吉田照哉、鈴木宗男などが名を連ねる。
もともと全国のサラブレッド生産者による団体であり、もっぱら日本産のサラブレッドの販路拡大に努めている。このため馬産地の保護という観点からしばしば日本競馬の世界への開放に反対してきた。一方で外国の優れた種牡馬や繁殖牝馬を積極的に導入して日本産馬の価値を高め、海外へ輸出することを推進している。そのほか、サラブレッドの受け皿として地方競馬の振興、生産地支援策として生産者賞や牝馬限定競走の拡大をはかり、軽種馬の流通促進のためセリ市の整備拡大などを目指し、韓国などへのサラブレッド輸出を促進している。農村支援として、後継者のいない高齢生産者の軽種馬生産からの撤退支援なども行っている。
一般には、農林水産省やJRAが購買した種牡馬の繋養を行うことで有名。全国3ヶ所に直営種馬場をもつ。民間の種牡馬と比較して低価格で種付けを行っているが、官による民業圧迫であるとの批判も受けている。
競馬ファンに対しては、引退後の競走馬を見学するファンのために競走馬のふるさと案内所を運営している。
競走馬・種牡馬・繁殖牝馬等の血統・競走成績などのデータベースとして『JBIS（Japan Bloodstock Information System）』を運営している。JBISは1987年に運用を開始し、1999年にはインターネット上でのサービス提供を開始した。さらに2002年には一般の競馬ファン向けのサービスとして『JBIS-Check』もスタートしている（現在は『JBIS-Search Premium』）。2009年現在、JBISでは1972年以降に生まれた約103万頭の情報を保有・提供している。

## 沿革
- 1946年（昭和21年） - 社団法人サラブレッド協会設立
- 1948年（昭和23年） - 軽種馬生産農業協同組合に改組
- 1955年（昭和30年） - 社団法人日本軽種馬協会に改組
- 1968年（昭和43年） - 種牡馬ハクチカラ、カネチカラをインド・マレーシアへ寄贈
- 1980年（昭和55年） - 英国サラブレッド生産者協会に加入
- 1985年（昭和60年） - 静内でせり市場を開催
- 1986年（昭和61年） - 静内に「競走馬のふるさと北海道案内所」開設
- 2012年（平成24年） - 公益社団法人に移行

## 業務
軽種馬の改良増殖によってその資源を涵養し、軽種馬の生産及び流通の改善を図り、もって健全なる競馬の発展に寄与するため、種牡馬の繋養及び種付並びに産駒の育成、軽種馬生産に必要な施設の設置等を行う。
具体的な主な業務は種牡馬の繋養、種付、軽種馬の生産・育成・改良および防疫衛生に関する事業、セリ市場に対する助成事業、育成技術者の養成、競走馬に関する情報の整備・提供など。
その他、競走馬の馬名の審査を行っている。

## 主な施設

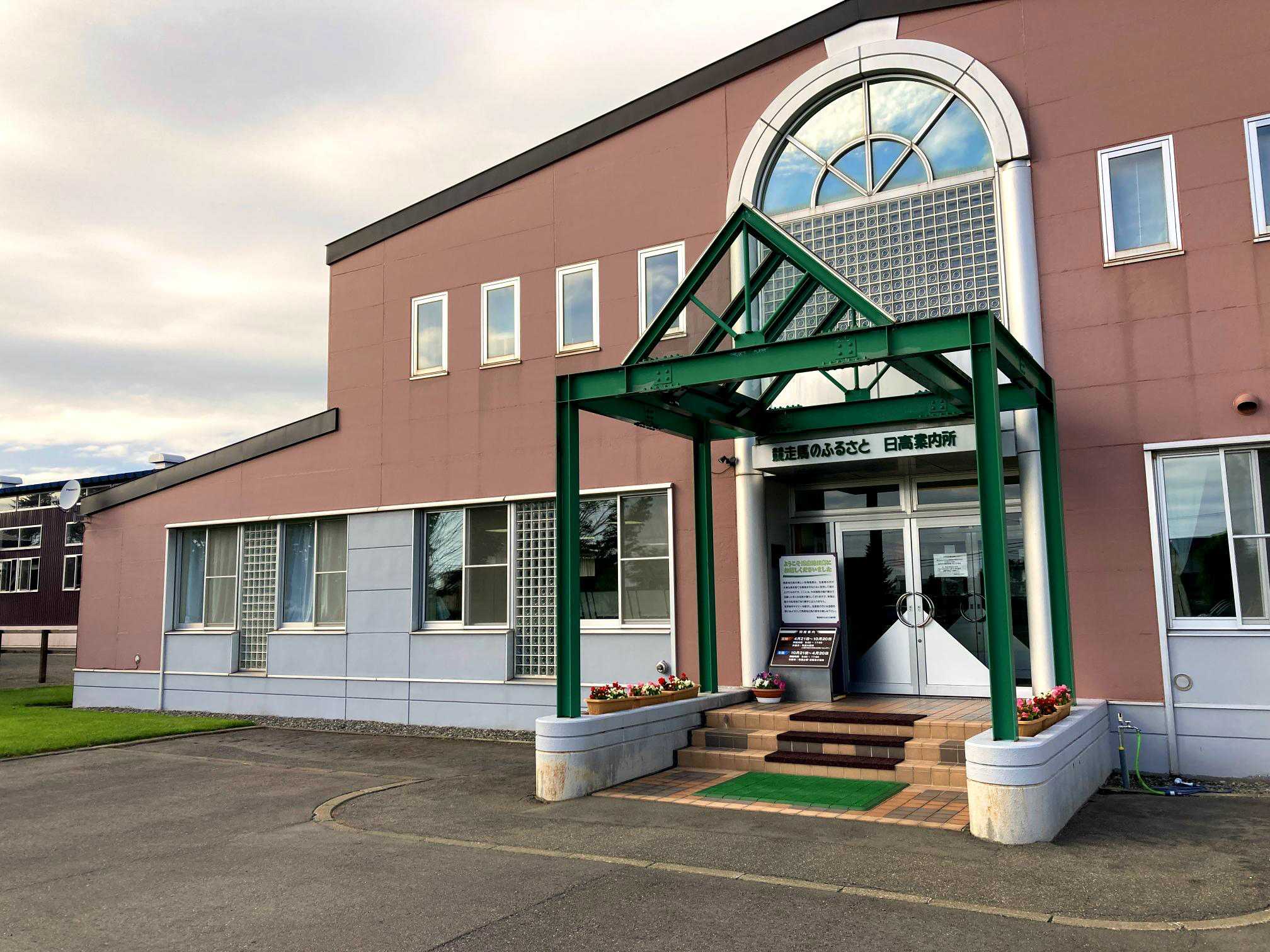
日高案内所

- 競走馬のふるさと案内所（日高、胆振、十勝、東北、宮城、那須、千葉、南九州）
- 直営種馬場（静内、七戸、九州）
- 支部（日高、胆振、十勝、東北、関東、九州）

## 主な繋養種牡馬

### 現在の繋養種牡馬[4]
（2024年12月5日現在）
- 静内種馬場
  - カラヴァッジオ（2023年 - ）
  - シャープアステカ（2024年 - ）
  - ステラヴェローチェ（2025年 - ）
  - ソットサス（2025年 - ）
  - デクラレーションオブウォー（2019年 - ）
  - ノーブルミッション（2021年 - ）
  - マクフィ（2017年 - ）
  - ミスチヴィアスアレックス（2022年 - ）
- 七戸種馬場
  - アニマルキングダム（2020年 - ）（2025年度より静内から移動）
  - サブノジュニア（2025年 - ）
- 九州種馬場
  - ケープブランコ（2015年 - ）（2023年度より七戸から移動）
  - ネロ（2022年 - ）
  - レッドベルジュール（2025年 - ）
- 下総種馬場（閉鎖）
  - 2007年種付けシーズン終了後までロドリゴデトリアーノとヒシアケボノが繋養されていたが、2007年度いっぱいで種馬場としては閉鎖された。
- 那須種馬場（閉鎖）
  - 2008年種付けシーズン終了後までダンツシアトルが繋養されていたが、2008年度いっぱいで種馬場としては閉鎖された。
- 胆振種馬場（閉鎖）
  - 2012年種付けシーズン終了後までデビッドジュニアとサニングデールとシルバーチャームが繋養されていたが、2012年度いっぱいで種馬場としては閉鎖された。

### 過去の繋養種牡馬（50音順）
- アイアンリージ
- アキヒロホマレ
- アラムシャー（引退）
- アルデバラン
- イシノサンデー
- インターメゾ
- インディアナ
- ウォーニング
- ウォロー
- エスケンデレヤ
- エンパイアメーカー
- オペラハウス
- オンリーフォアライフ
- カツラノハイセイコ
- カブラヤオー
- カリズマティック[5]
- キャプテンスティーヴ
- キンググローリアス
- グランディ
- クリエイター
- クリスタルグリッターズ
- クリスタルパレス
- クリノハナ
- ゲイタイム
- ケイムホーム
- コロナドズクエスト
- サイレントハンター
- サニングデール（引退）
- ザファクター
- サマーバード
- ジェネラス
- シプリアニ
- シマタカ
- シャーディー
- シルバーチャーム
- スクワートルスクワート
- ストラヴィンスキー
- セダン
- タークスリライアンス
- タップオンウッド
- ダンシングブレーヴ
- ダンツシアトル（引退）
- チーフベアハート
- デヒア
- デビッドジュニア
- トピオ
- トビサクラ
- ノノアルコ
- ハクタイセイ
- バゴ
- ヒシアケボノ
- ピットカーン
- ヒロサクラ
- フォーティナイナー（引退）
- ボストンハーバー
- マルゼア
- ムクター
- ヨハネスブルグ(引退)
- ライジングフレーム
- リユウフオーレル
- ロイヤルチャレンジャー
- ロックオブジブラルタル（静内種馬場、2006年〜2007年）
- ロドリゴデトリアーノ
- ワラビー